# Basileios I.
Basileios I., zvaný Makedonec, (okolo 812 – 29. srpna 886) byl byzantským císařem od roku 867 až do své smrti v roce 886. Ačkoliv jím založená dynastie je nazývána makedonská, ve skutečnosti pocházel z jedné arménské (nikoliv slovanské) rodiny, která byla usazena v Makedonii. Jeho mateřským jazykem byla arménština a jeho řečtina měla silný arménský přízvuk.

## Vzestup Basileia
Část svého dětství strávil v Bulharsku, kde jeho rodina žila od roku 813 v zajetí bulharského chána Kruma. Podařilo se mu uprchnout a byl přijat jako stájový podkoní ve službě u Theofilitze, příbuzného Bardy, mocného strýce císaře Michaela III. Ve službě pro Theofilitza navštívil město Patras, kde získal náklonnost Danielidy, jedné místní bohaté ženy, která ho přijala do své domácnosti a finančně ho podporovala. Také se mu podařilo vzbudit pozornost císaře, když zvítězil v kruhovém zápase[zdroj?] a stal se pak císařovým komořím (parakoimomenios).
Aby si udržel Michaelovu přízeň, nechal se rozvést se svojí ženou a oženil se s Eudokii Ingerinou, císařovou milenkou. Všeobecně je přijímáno[zdroj?], že Leon VI., Basileiův nástupce, byl ve skutečnosti synem Michaela III. Sice to nelze říct s úplnou jistotou, avšak zdá se, že Basileios rovněž sdílel tento pocit.[zdroj?]
V dubnu 866 Basileios s císařovým souhlasem vlastnoručně zavraždil Bardu, který do té doby vládl říši ve jménu císaře. O několik týdnů později obdržel titul kaisara (spolucísaře). Až do tohoto momentu je spíše nepravděpodobné, že by Basileios uvažoval o tom, že by říši sám vládl, stejně jako že by se účastnil Michaelových prostopášností. Nicméně jeho postavení na Michaelově dvoře se zhoršovalo a proto Michaela v září 867 zavraždil a nastoupil na trůn.

## Vláda

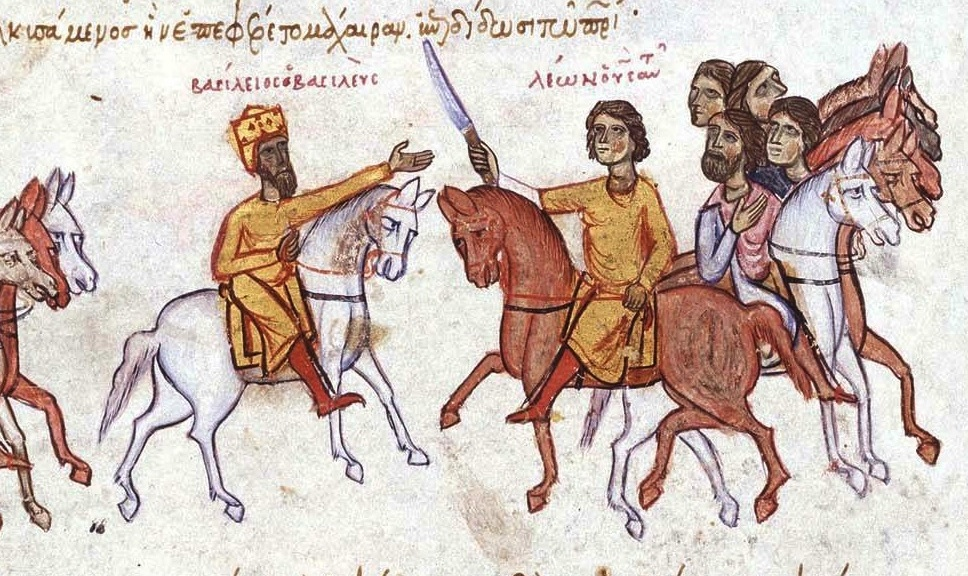
Basileios I. a jeho syn Leon.

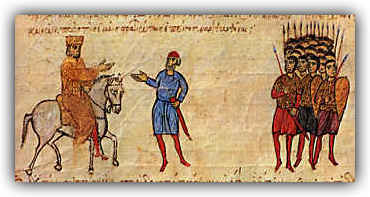
Výjev z Basileiova života.

Jeho nástupem začala nová etapa v byzantských dějinách – vláda makedonské dynastie. Tato etapa byla obdobím územního rozmachu, během kterého se byzantská říše stala nejmocnějším státem v Evropě.
Aby své rodině zajistil vládu, ustanovil Basileios své syny Konstantina (v roce 869) a Leona (870) za spolucísaře.
Na základě své rozsáhlé zákonodárné činnosti, která je označována jako opětovné probuzení justiniánského práva, je často nazýván „druhým Justiniánem“. Basileiovy zákony byly shromážděny v tzv. Basilice – sbírce zákonů, která byla dokončena a vstoupila v platnost až za jeho nástupce Leona VI. Kromě toho inicioval Basileios také sestavení dvou menších děl, která jsou známa jako Procheiron a Epanagoge.
Naproti tomu jeho finanční politika byla zdrženlivá. Jeho církevní politika se zpočátku vyznačovala dobrými vztahy s Římem, později však došlo ke zhoršení. Jeho prvním krokem na trůně bylo vyhnání patriarchy Fotia, který bojoval za nezávislost byzantské církve a znovu dosazení jeho soupeře Ignatia, jehož nároky byly podporovány papežem Hadriánem II.
Basileios však neměl v úmyslu Římu ustupovat. Rozhodnutí bulharského chána Borise I., podřídit novou bulharskou církev jurisdikci Konstantinopole, bylo papežem chápáno jako urážka. V roce 877 byl Fotios znovu dosazen za patriarchu, což představovalo určitý zlom ve vztahu k Římu a rozhodující krok ke konfliktu, který v roce 1054 vedl až ke schizmatu a nakonec k rozdělení církve.

## Basileiovy války
Na období vlády Basileia I. také připadá namáhavá válka proti paulikiánům, kterou zdědil po svém předchůdci. Smrt jejich vojenského vůdce Jana Chrysocheira a dobytí města Tefrike v roce 872 vedlo k definitivnímu zničení paulikiánů, kteří díky svému účelovému spojenectví s bagdádským chalífou představovali pro byzantskou říši vážnou hrozbu. Kromě toho Basileios vedl obvyklé pohraniční války s Araby. Kypr byl dobyt zpět, avšak po sedmi letech byl znovu ztracen. Syrakusy na Sicílii sice padly do rukou Arabů, naproti tomu ve spolupráci s italským králem a římským císařem Ludvíkem II. bylo znovu dobyto Bari a velká část Kalábrie. Byzantské nadvládě se poddalo také Beneventum. Úspěchy v Itálii vedly k novému období byzantské dominance na Apeninském poloostrově. Především se ale Byzantinci stali opět pány Středomoří.
Pokračoval také byzantský postup na Balkáně a především v oblasti Jadranu. Arabové, kteří v letech 867/868 obléhali město Dubrovník, byli odraženi mocným byzantským loďstvem. Při této příležitosti bylo na západním Balkáně vytvořeno spojením několika měst a ostrovů nové thema Dalmatia. Srbsko přijalo křesťanství a uznalo byzantskou svrchovanost.

## Nástupnictví a smrt
V roce 879 zemřel Basileiův milovaný nejstarší syn Konstantin, který se měl stát jeho nástupcem, což mělo negativní vliv na císařovu povahu. Vztah k ostatním synům, především k pozdějšímu císaři Leonovi, hraničil téměř až s nenávistí. Dokonce ho kvůli nepodloženým zprávám o spiknutí, uvrhl do vězení, kde Leon téměř přišel o zrak.
Basileios vládl devatenáct let. Jeho smrt v srpnu 886 byla způsobena horečkou vyvolanou vážnou nehodou během lovu, při kterém se mu zapletl pás do paroží jelena, čímž byl shozen z koně. Byl zachráněn jedním sluhou, který ho vyprostil nožem. Avšak protože ho Basileios podezříval, že ho chtěl zavraždit, nechal sluhu popravit – krátce předtím než sám zemřel.